# Amieira e Alqueva
Amieira e Alqueva (llamada oficialmente União das Freguesias de Amieira e Alqueva) es una freguesia portuguesa del municipio de Portel, distrito de Évora.

## Historia
Fue creada el 28 de enero de 2013 en aplicación de una resolución de la Asamblea de la República de Portugal promulgada el 16 de enero de 2013 con la unión de las freguesias de Alqueva y Amieira, pasando su sede a estar situada en la antigua freguesia de Amieira.

## Demografía
| Gráfica de evolución demográfica de Amieira e Alqueva entre 2011 y 2021 |
|                                                                         |
| Datos según el nomenclátor publicado por el INE portugués.              |